# Медфорд (Оклахома)
Медфорд (енгл. Medford) град је у америчкој савезној држави Оклахома.

## Демографија
По попису из 2010. године број становника је 996, што је 176 (-15,0%) становника мање него 2000. године.
| Група             | 2000.         | 2010.       |
| Белци             | 1.113 (95,0%) | 904 (90,8%) |
| Афроамериканци    | 2 (0,2%)      | 2 (0,2%)    |
| Азијати           | 1 (0,1%)      | 2 (0,2%)    |
| Хиспаноамериканци | 23 (2,0%)     | 40 (4,0%)   |
| Укупно            | 1.172         | 996         |